# Begonia lemurica
Espèce
Begonia lemurica est une espèce de plantes de la famille des Begoniaceae.
L'espèce fait partie de la section Erminea.
Elle a été décrite en 1983 par Monique Keraudren.

## Répartition géographique
Cette espèce est originaire de Madagascar.